# Онон (станція)
51°42′51″ пн. ш. 115°48′12″ сх. д. / 51.714166666667° пн. ш. 115.80333333333° сх. д.
Онон (рос. Онон) — станція Читинського регіону Забайкальської залізниці Росії, розташована на дільниці Каримська — Куенга між станціями Солнцева (відстань — 11 км) і Казаново (11 км). Відстань до ст. Каримська — 124 км, до ст. Куенга — 108 км; до транзитного пункту Бамівська — 857 км.
Розташована в однойменному селі Казановського сільського поселення Шилкинського району Забайкальського краю. Відкрита в 1900 році.